# اندازه گیر پوشش بتن
اندازه گیر پوشش بتن ابزاری برای ارزیابی موقعیت میلگردها در بتن و اندازه‌گیری دقیق پوشش بتن است. آشکارسازهای میلگرد دستگاه‌های کم دقت تری هستند که فقط می‌توانند وجود اشیاء فلزی را در زیر سطح تشخیص دهند. روش القاء پالس، با توجه به طراحی مقرون به صرفه آن، یکی از متداول‌ترین راه حل‌ها است.

## روش
روش القاء پالس مبتنی بر فناوری القایی پالس الکترومغناطیسی برای شناسایی میلگردها است. سیم پیچ‌های موجود در کاوشگر به‌طور دوره ای توسط پالس‌های جریان شارژ می‌شوند و بنابراین یک میدان مغناطیسی ایجاد می‌کنند. در سطح هر ماده الکتریکی رسانا که در میدان مغناطیسی باشد جریان‌های گردابی تولید می‌شوند. آنها میدان مغناطیسی را در جهتهای مخالف القا می‌کنند. از تغییر ولتاژ حاصل می‌توان برای اندازه‌گیری استفاده کرد. میلگردهایی که به کاوشگر نزدیک هستند یا اندازه آن‌ها بزرگتر است، یک میدان مغناطیسی قوی تری تولید می‌کنند.
ردیاب‌های جدید میلگرد از ترتیب‌های متفاوت سیم پیچ برای ایجاد چندین میدان مغناطیسی استفاده می‌کنند. پردازش پیشرفته سیگنال نه تنها موقعیت میلگردها را مشخص می‌کند، بلکه ضخامت پوشش بتن روی میلگردها و نیز قطر میلگردها را برآورد می‌کند. این روش توسط کلیه مواد غیر رسانا مانند بتن، چوب، پلاستیک، آجر و غیره تأثیرپذیر نیست. اگر چه وجود هر نوع ماده رسانا در میدان مغناطیسی، بر اندازه‌گیری تأثیر می‌گذارد.
مزایای استفاده از روش القاء پالس:
- دقت بالا
- عدم تأثیر رطوبت و ناهمگونی بتن[۱]
- عدم تأثیر تأثیرات محیط زیست
- کم هزینه

مضرات روش القایی پالس:
- محدودیت در محدوده تشخیص
- حداقل فاصله میلگردها بستگی به عمق پوشش دارد

## استانداردها
- BS 1881: 204 تست بتن. توصیه‌هایی در مورد استفاده از اندازه گیرهای الکترومغناطیسی پوشش بتن
- DGZfP: B2: راهنمای "für Bewehrungsnachweis und Überdeckungsmessung bei Stahl- und Spannbeton"
- DIN 1045: راهنمای بتن، سازه‌های بتن مسلح، سازه‌های بتن پیش تنیده
- آزمایش‌های بتنی ACI آزمایش غیر مخرب 228.2R-۲٫۵۱ :اندازه گیر پوشش بتن

## کاربرد
تشخیص زودرس و تجزیه و تحلیل وضعیت پوشش بتن ظاهراً سالم و نیز بررسی وضعیت آرماتورهای تقویتی، امکان اقدامات کنترل پیشگیری از خوردگی را فراهم می‌آورد تا خطرات ناخواسته برای ایمنی سازه را کاهش دهد.
مؤسسه فدرال تحقیقات و آزمایش مواد در آلمان (Bundesanstalt für Materialforschung und -prüfung) یک سیستم روباتیک مجهز به سنسور را برای تسریع در جمع‌آوری چندین معیار مورد استفاده در تشخیص بیماری و امکانات عیب‌شناسی توسعه داده‌است. علاوه بر اولتراسونیک، رادار قابل نفوذ در زمین، مقاومت بتن، میدان پتانسیل، از روش جریان گردابی که در Profometer 5 اجرا شده‌است نیز برای اندازه‌گیری پوشش بتنی استفاده شده‌است.